# ベンチレーター
ベンチレーター（英語: ventilator）とは、閉鎖された空間と外部との換気を促すための装置の総称。通風器とも呼ばれ、自然通風式のものを指すことが多い。一般には室内の換気を目的とするものを指すが、ゴーグルやヘルメット内部の換気を促すためにつけられている穴を指すこともある。人工呼吸器（mechanical ventilator）に関しては当該項目を参照のこと。

## 建築物用
建築物用ベンチレーターは、風の吸引作用によって建物内の換気を行うための装置である。風を受けやすい屋根の上などに設置される。風向にかかわらず換気効果が得られ、雨水などが浸入しないように設計される。
簡単なベンチレーターとして、T字型・H字型にパイプを組み合わせた形のものがある。また、風見鶏と同様に風向に従って回転し、常に風上（吸入）あるいは風下（排出）に開口部が向くように設計された可動式のものもある。また、気密性の高い今日のテントにおいても必須の装置となっている。

## 車両用
鉄道車両や自動車に設備され、車内の汚濁した空気を換気するために用いられる。鉄道車両では旅客車、緩急車を含む車掌車、有蓋車の一部と通風車、自動車ではキャビンや貨物自動車の荷室などに備わる。また、軍用車両は射撃・砲撃の際の火薬燃焼ガスを排出したり、NBC兵器への防備の必要性から、何らかの換気装置が備えられていることが多い。
換気作用の相違から、吸い出し式と押し込み式の2種に大別される。両者を併設する場合や、ひとつのベンチレーターを切り替えて使用する場合もある。さらに自然通風によるものと、ファンなどの併設による強制通風によるものに区分される。設置場所は鉄道車両やバスは屋根上の他、車体妻面及び側面に設置される。ほかの自動車では、新気の取り入れ口（インレット）が、ボンネットのあるものは、エンジンフード上面、カウル（上面）、スカットル（側面）など、バスを含むキャブオーバー形などでは、フロントパネル、フロントウインドシールド上部などであり、前照灯背後からダクトで導くものや、フロントウインドシールド自体を開閉式にしたものは両車型に見られる。
車体外部に開口部や開閉機構を持つベンチレーターは腐食の原因になること、外気を取り込むことで空調管理に支障をきたすことなどから、車体に露出し、乗員に外気を直接送るタイプのベンチレーターは、冷房やエア・コンディショナーの発達と共に徐々に姿を消しつつある。さらに、空気清浄機やクリーンエアフィルターを併設し、全体の換気量を抑えつつも浄化する工夫が見られるようになっている。しかし、重量増を嫌う競技車両や、経営戦略上、見かけの販売価格を抑える必要のある（同時に、ユーザーの使用目的から、エアコンに対する優先順位が低い場合を含む）軽トラックや軽キャブバン、開発途上国向け仕様などでは、今日でも製造コストを抑える事を前提とした理由で最廉価グレードに限りエアコンを省略し、ベンチレーターを設置する例が散見される。

### 吸い出し式
車両の走行中に車体の空気抵抗等によって生じる気流を通風器内に導き、そこでベンチュリ効果を生じさせて（通風器出口付近の気圧を下げて）車内の空気を吸い出す方式のものである。
水雷形（トルペード形）
2枚の円錐形の板をそれぞれ外側に向けて隙間を開け配置し（＜ ＞のような形）、その隙間部分を覆うように円筒を浮かせつつ被せた形状で、さらにこの中心部に客室からの円筒が貫通する構造である。
円錐に被せた円筒内を気流が通過すると、円錐による断面積の変化を受けてベンチュリ効果を生じ、これによって円錐間の隙間から車内の空気を吸い出す。日本国有鉄道（国鉄）では突端を進行方向（レール方向）に向けていたがやがて直角（枕木方向）に変更している。
単純かつ原理に忠実な構造であるため、効果が比較的大きかったことなどから鉄道の黎明期より使用され、日本では鉄道国有化前の各私鉄などで客車に採用されたほか、国有化後最初の制式客車である鉄道院基本形客車にも採用された。構造上雨水が浸入しやすく、以後はこれをより確実に防止できる方式に置き換えられた。
元々は考案者であるウィリアム・サミュエル・レイコック（William Samuel Laycock:1842-1916）の名を取ってレイコック式通風器（Laycock's Ventilator）と呼ばれたものであるが、初期の水雷に形状が似ていたことからTorpedo Ventilatorとも呼ばれており、日本ではこれを直訳して水雷形通風器あるいはトルペード形通風器と呼ばれている。
ガーランド形
主に鉄道車両に用いられるもので、平面形では上から見ると十文字に近い形である。前後左右に開口部を有し、前後のものは二分割されてそれぞれ左右に通じ、左右のものは三分割されており中央が車内に通じている。車両の走行によって前方から取り入れられる空気を内部の通路を介して左右へ排出され、その後方で負圧が生じることによって車内の空気を外部に排出する。旧国鉄などの旧型客車で主流のほか、その後の新形車両でも、食堂車の調理室やデッキ部などに補助的に使われている。通称は「ガラベン」。左右対称の構造であり、多くは屋根の車体中心部に配置される（後述のグローブ形も同様）。
左右で半分に切った構造（T字形）のハーフガーランド形も存在し、これは「半ガラ」と呼ばれる。車内へ通じる部分が車体中心（もしくは中心寄り）へ位置するように配置される（後述の押し込み形なども同様）。
グローブ形
アメリカの鉄道部品メーカーであるグローブ社（Globe Ventilator Co.）が考案し、インターアーバンの車両などに使用されたものが本来のグローブ形ベンチレータである（グローブとは球形の意）。日本では、鉄道院基本形客車のうち丸屋根の寝台車に小型の物を採用したのが初めで、戦時形の通勤型電車であるモハ63形に大型化したものを採用して以来、国鉄の通勤形電車（国電）を中心に使用された。円筒の上部に球面状の傘を設けてさらに外周をカバーした形で、煙突のような単純な構造である。車両が走行することによって、車内の空気を外へ吸い出す構造になっているが、停車中でもある程度の換気が可能な点が通勤電車向きとされた。換気量が大きい反面、降雪時に雪が室内に入り込む欠点があったため、積雪地の車両や近郊型電車では下記の押し込み型に変わっていった。通称「グロベン」。バスでもほぼ同等のものがあり、その形状から「丸型通風器」と称されることが多い。
お碗形
戦前製の旧形電車や大容量の換気が必要ない路面電車・軽便鉄道で見ることができた。お椀を伏せた形状。換気能力に難点があったため上述のグロベンに置き換えられて昭和40年代にすたれた。
角形
西武鉄道の通勤型車両に搭載される角形通風器は、基本形状や寸法、ひいては車内側の開閉レバーまで押し込み式のそれと同じであるが、内部構造が吸い出し式（ハーフガーランド形）となっている特殊なタイプで、片側の側面に開口部を有する。グロベンに次ぐものとして、1979年の新101系から20000系（最終編成は2005年製）に至るまで採用された（以降は廃止）。91年頃からステンレス製に移行している。
エアアウトレット
自動車のエンジンルームの廃熱や、室内気の排出口の呼称。設置場所は、エンジンルーム用がエンジンフード（正圧となるフロントウインドシールド中央下端を避け、中程上面や左右方向に開口される）やスカットル（片側のみの場合もある）、室内用がリアピラー、リアクォーターパネル、リアウインドウの周囲、リアバンパー取付部などで、いずれも負圧の発生しやすい箇所である。

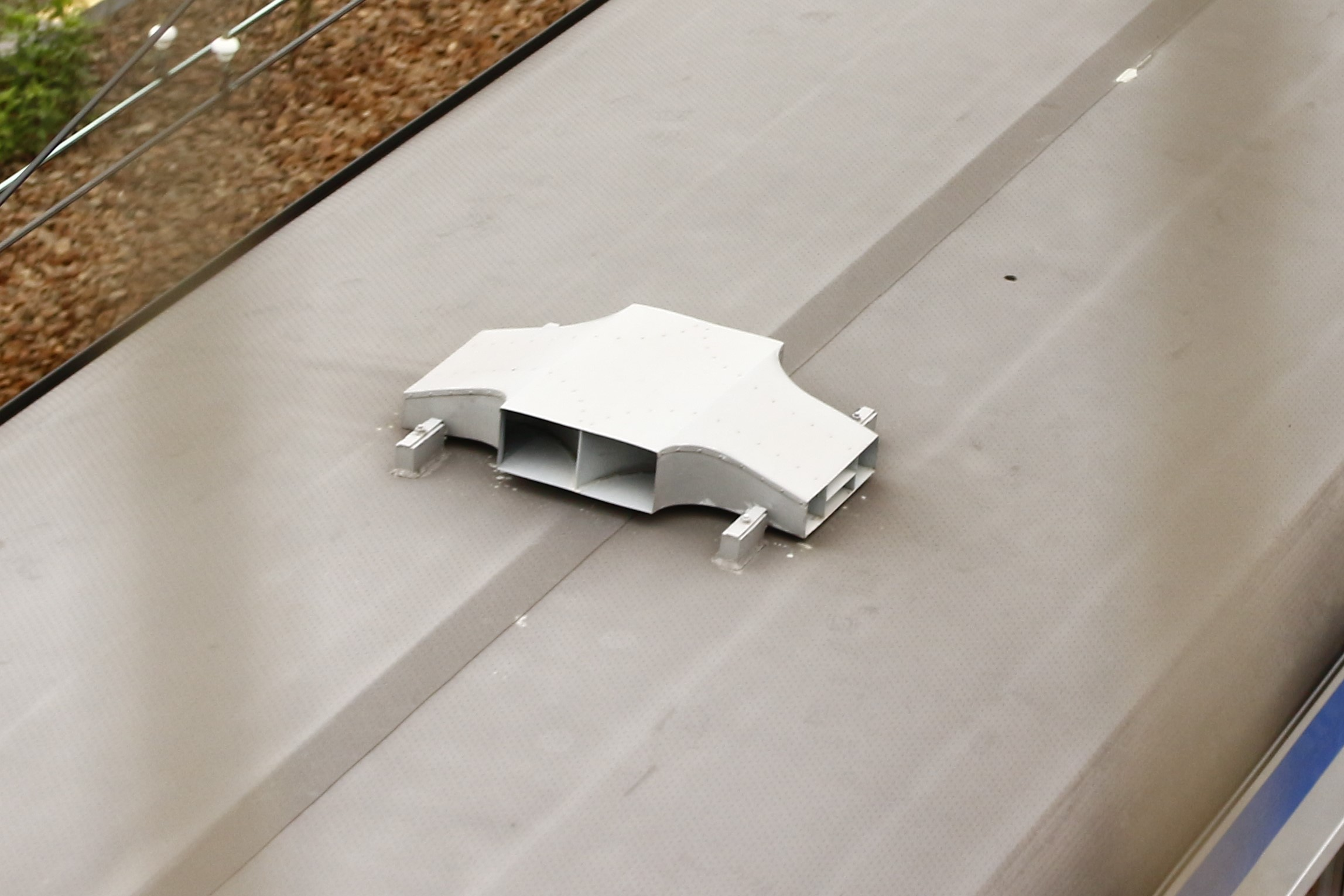
ガーランド形 （相鉄7000系電車）
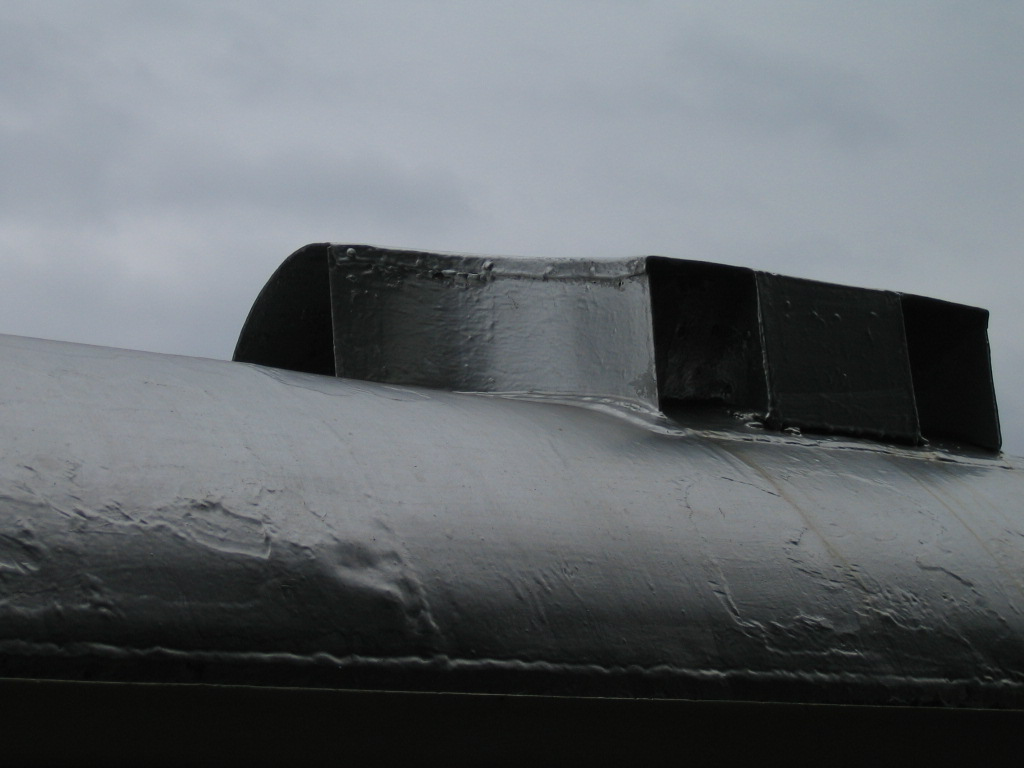
ハーフガーランド形 （鹿島鉄道キハ600形気動車）
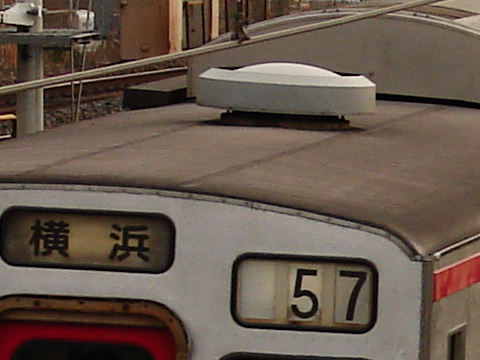
グローブ形 （相鉄5000系電車）
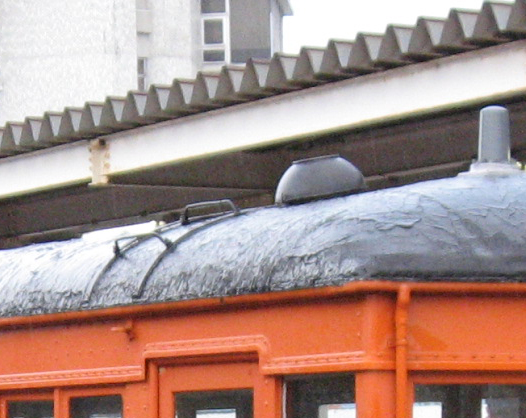
お椀形 （一畑電気鉄道デハニ50形電車）
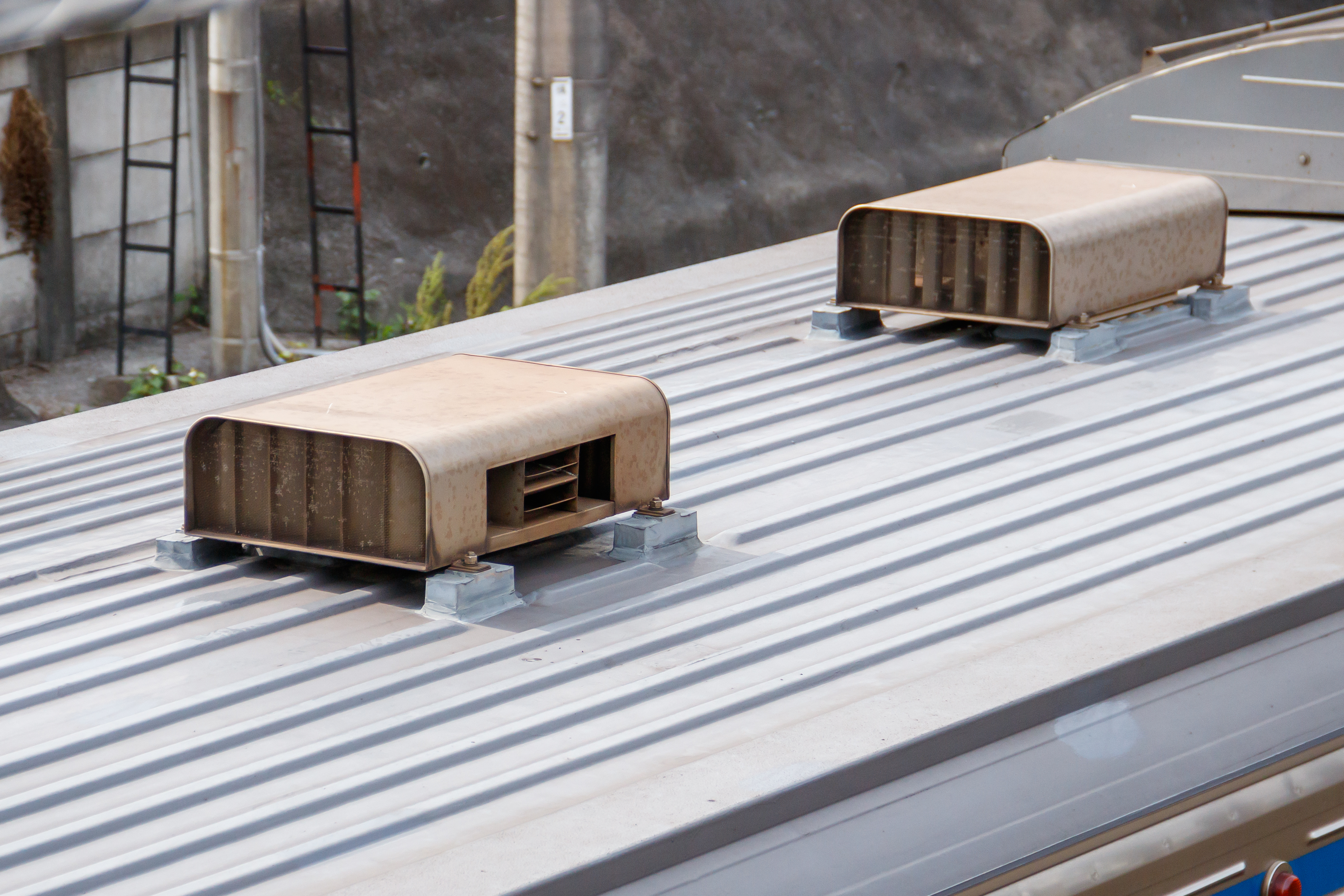
西武鉄道で主流の角形通風器 （西武6000系電車） 写真はステンレス製。金網の奥に水切りがあるのも押込み形と同じである。

### 押し込み式
車両の進行方向それぞれに向いて開口した通風器を設置し、その風圧によって室内に新鮮な空気を導入するものである。その性質上、雨水が浸入しやすいため、風の室内への進入口を持ち上げて弁を取り付けることで溜まった水が車内に滴下するのを防ぎ、また風の進入経路そのものを整風板の組み合わせにより簡単なラビリンスあるいはトラップ構造とするなど、雪・雨水侵入対策には特に注意を払って設計されている。
押し込み形
上から見たときの形は長方形。空気取り入れ口の形状は、メッシュ（金網）になっているものや、5枚の誘導版があるものなど様々で、大きさもいろいろなものが存在している。ガーランド形やグローブ形とは異なり、車両の走行によって車外の空気を室内に導入する。鉄道では特急形車両や国鉄末期の比較的新しい通勤形車両など各形式で散見されるほか、バスでも先頭部に好んで設置される。形状によって「箱形」や「かまぼこ型」と呼ばれることもある。

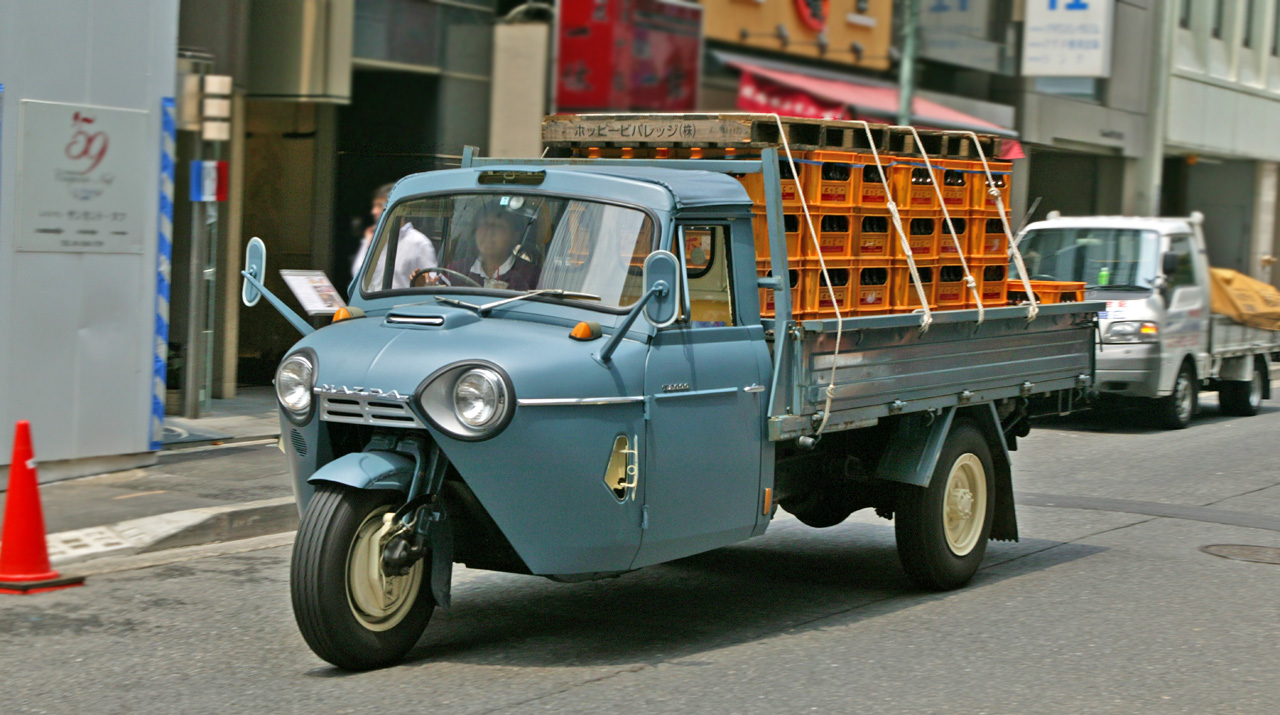
マツダ・T1500 フロントウインドシールド上と左右のスカットル部にそれぞれベンチレーターを持つ。三角窓も前側が外に開くタイプ。
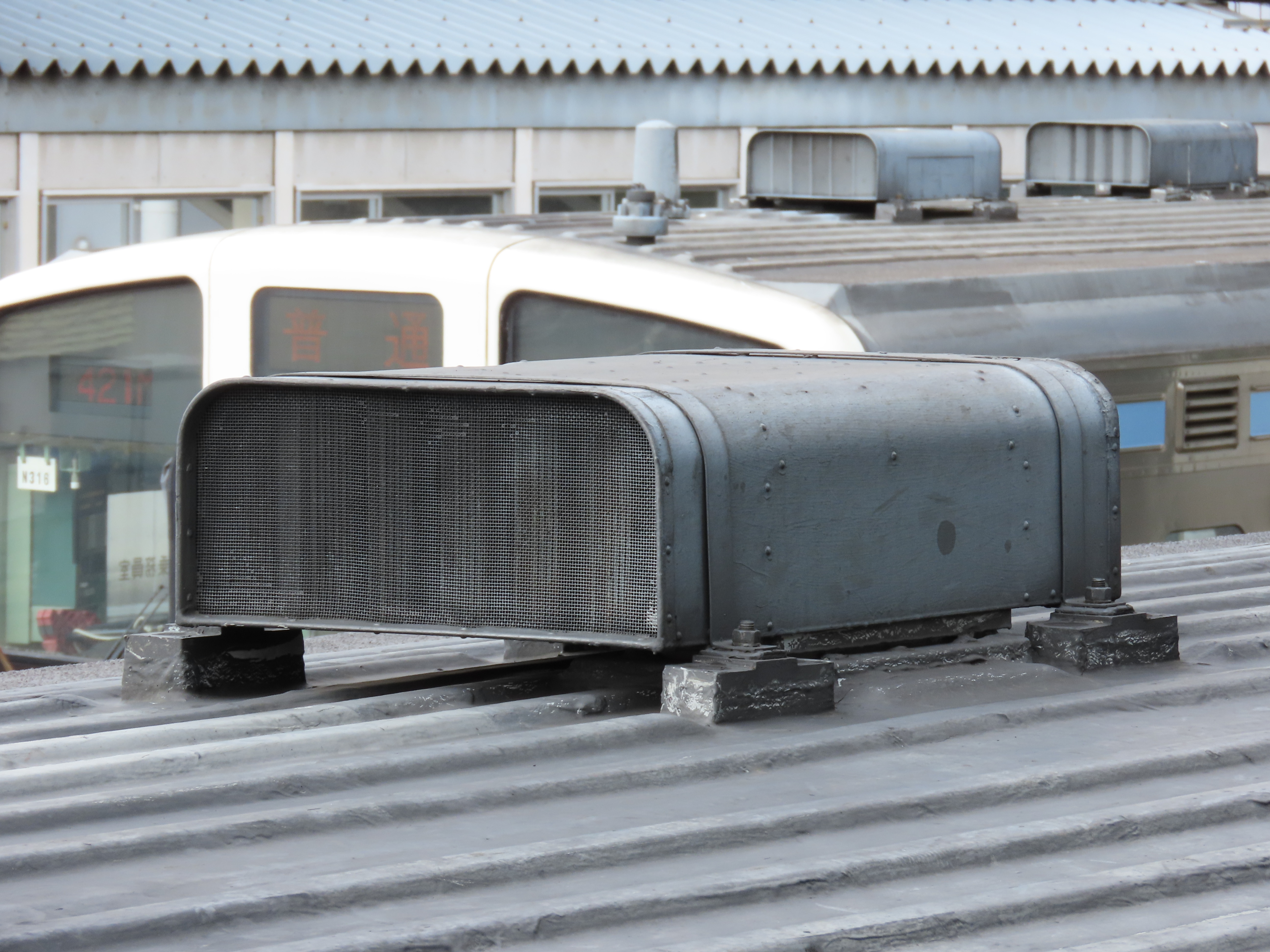
箱形通風器（JR211系電車） 押し込み形は大抵左右非対称の構造で、写真では右手前側が車内に通じている。 これは普通鋼製でリベットなどが目立つが、奥に見えるステンレス製はすっきりしている。
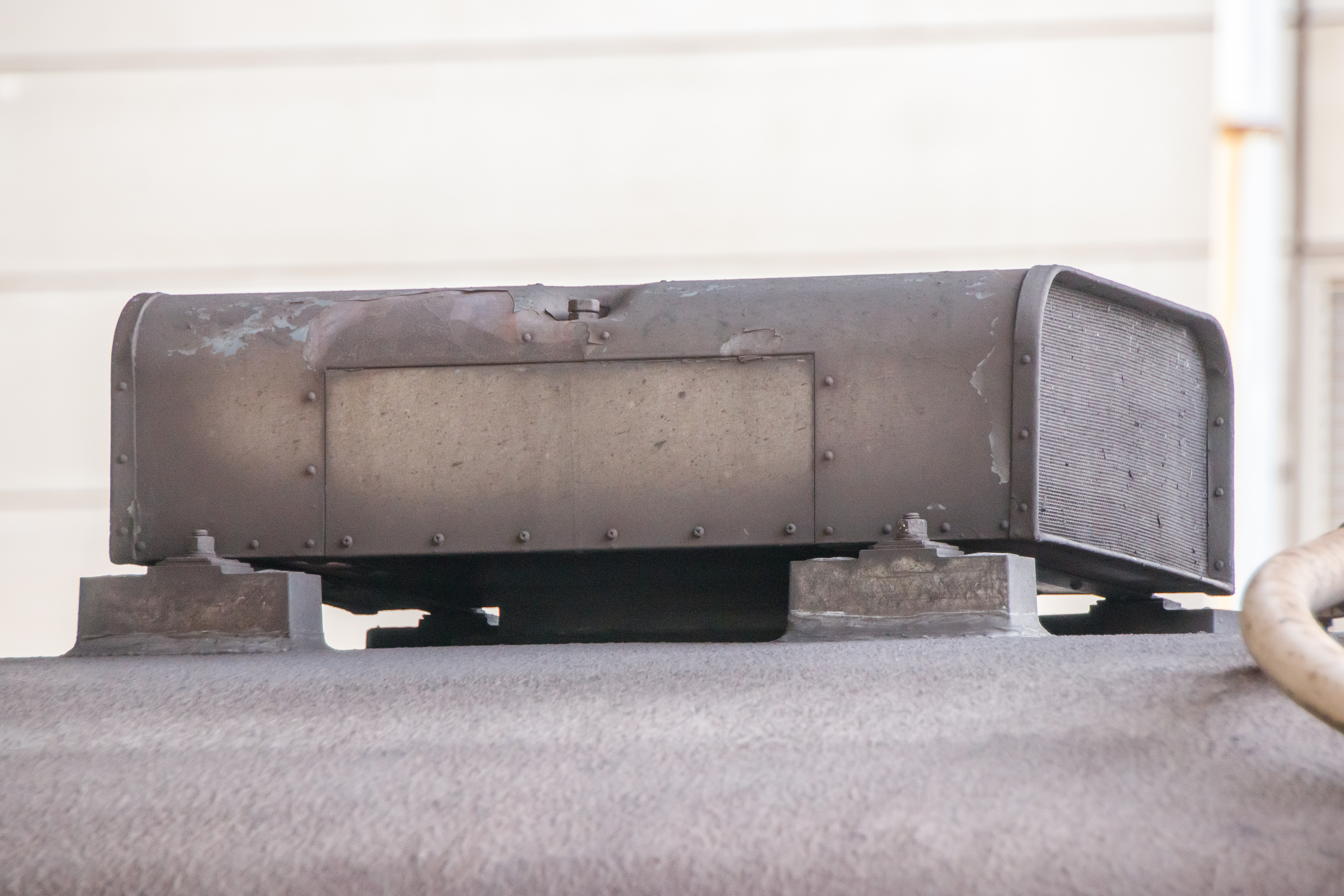
箱形通風器（西武4000系電車） 左の写真と反対側の側面には蓋があり、写真の普通鋼製やFRP製ではその上に羽根板の固定部が露出している。

### 吸い出し押し込み兼用
鎧戸形
車体の側面、もしくは連結面にルーバーを設けることによって換気する方式。鉄道では大量の熱を発散する機関車で一般的であるほか、貨車（主に妻面）、自動車での採用も多い形状である。押し込み形の性質も持つため雨水が侵入しやすく、水切りトレイを設けることが多い。特に日本の豪雪地域向けの電車では、主電動機の冷却用（吸気専用）として「雪切り室」と組み合わせて用いられている。
三角窓
開閉可能の小さい窓で、走行風を利用するベンチレーターの一種と見ることもできる。その実、部品名ではベンチレーションウィンドウとも呼ばれる。